# サラフィー・ジハード主義

サラフィー主義を示す旗

サラフィー・ジハード主義（サラフィー・ジハードしゅぎ、アラビア語: السلفية الجهادية）は、フランスの政治学者ジル・ケペルによる造語で、サラフィー主義において1990年代半ばに勃興したジハード運動体もしくは思想。
2000年代にはアメリカ同時多発テロ事件を契機としてジハード主義を掲げるアルカーイダ系組織が世界各地で台頭、これにより組織の影響を受けたジハード主義者（イスラーム過激派）によるテロが各地で発生している。さらに2010年代に入ると、その分派組織であったISILがシリア内戦（アラブの春）を契機としてアラブ世界で台頭し、地域情勢が深刻化している。

## 主なサラフィー・ジハード主義組織
- アルカーイダ系組織（アルカーイダ自体は一組織を指すわけでなく、国際的なネットワークの名称）
  - アル＝ヌスラ戦線（シリア国内で活動、アルカーイダの下部組織とされる）
- ISIL（シリア・イラク両国内を中心に活動、アルカーイダとは絶縁状態）